# Den fördömde
Den fördömde är en serie svenska tv-filmer i totalt fyra delar. De två första sändes julen 2010; två ytterligare delar följde 2013. Rolf Lassgård spelar huvudrollen som kriminalpsykologen Sebastian Bergman. Filmen producerades av Tre Vänner för SVT och är baserad på kriminalromanerna Det fördolda och Lärjungen som manusförfattarna Michael Hjorth och Hans Rosenfeldt publicerade strax innan och strax efter tv-filmens premiär.

## Handling
Sebastian Bergman var tidigare polisens mest anlitade kriminalpsykolog och profilerare, men hans värld krossades när hans hustru och dotter omkom i flodvågskatastrofen i Thailand 26 december 2004. Idag är han en skugga av sitt forna jag, som lever ett självdestruktivt liv utan arbete, vänner och familj.
När Sebastian är i Västerås för att ta hand om sitt barndomshem efter moderns bortgång, stöter han på sin gamle kollega Torkel Höglund från Riksmordkommissionen som också är i stan för att utreda ett brutalt pojkmord där. Senare samma kväll hittar Sebastian ett brev hos sin mamma som nämner en familjehemlighet. Sebastian inser att hans enda sätt att kunna nysta vidare i familjehemligheten är att få tillgång till polisens register. Så på falska premisser övertalar han Torkel om att få börja jobba igen. Väl tillbaka hos polisen börjar fallet de utreder att intressera Sebastian på fler än ett sätt.
De två delarna, på 90 minuter var, sändes på juldagen och annandag jul 2010 i SVT1.

## Nya filmer
På juldagen och annandag jul 2013 sändes de två nyproducerade avsnitten av filmserien i SVT1.

## Rollista
- Rolf Lassgård − Sebastian Bergman
- Tomas Laustiola − Torkel Höglund
- Gunnel Fred − Ursula Andersson
- Moa Silén − Vanja Lithner
- Christopher Wagelin − Billy Rosén
- Niklas Falk − Edward (1 avsnitt, 2010)
- Charlotta Larsson − Polischef Hanser (1 avsnitt, 2010)
- Charlie Gustafsson − Roger Eriksson (1 avsnitt, 2010)
- Max Selander − Edward, 12 (1 avsnitt, 2010)
- Malin Alm − Edwards mamma (1 avsnitt, 2010)
- Julia Sporre − Lisa Hansson (1 avsnitt, 2010)
- Björn Gedda − Anstaltschef, Lövhaga (1 avsnitt, 2010)
- Marcus Vögeli − Leo Lundin (1 avsnitt, 2010)
- Pia Edlund − Clara Lundin (1 avsnitt, 2010)
- Anders Johannisson − Vaktchef Lövhaga (1 avsnitt, 2010)
- Charlotta Jonsson − Lena Eriksson (1 avsnitt, 2010)
- Per Lasson − Ralph Svensson (1 avsnitt, 2010)
- Jan Modin − Ragnar Carlsson (1 avsnitt, 2010)
- Jessica Zandén − Terapeuten (1 avsnitt, 2010)
- Fabian Bernhardson − Johan Strand (1 avsnitt, 2010)
- Lolo Elwin − Anette Wilén (1 avsnitt, 2010)
- Pär Andersson[förtydliga] − Mötesdeltagare (1 avsnitt, 2010)
- Lena Mossegård − Beatrice Strand (1 avsnitt, 2010)
- Jakob Hultcrantz Hansson − Ulf Strand (1 avsnitt, 2010)
- Annelee Vikner − Katarina Granlund (1 avsnitt, 2010)
- Anne-Li Norberg − Petra Andersson (1 avsnitt, 2010)
- Annika Ryberg Whittembury − Polis på brottsplats (1 avsnitt, 2010)
- Henrik Dahl − Frank Clevén (1 avsnitt, 2010)
- Malin Persson − Ung polis (1 avsnitt, 2010)
- Mia Hana Hansson − Kvinna 1 (1 avsnitt, 2010)
- Monica Alboronoz Whileley − Kvinna på tåg (1 avsnitt, 2010)
- Kemal Görgü − Motellportier (1 avsnitt, 2010)
- Kristoffer Fransson − Polis i Malmköping (1 avsnitt, 2010)
- Vanja Blomkvist − Poliskvinna i Malmköping (1 avsnitt, 2010)
- Måns Westfelt − Äldre man (1 avsnitt, 2010)
- Emilie Jonsson − Husse (1 avsnitt, 2010)

Regissör: Daniel Espinosa (del 1) och Michael Hjorth (del 2)
Manus: Michael Hjorth och Hans Rosenfeldt
Produktionsbolag: Tre Vänner